# Gogreen
Gogreen är ett nordiskt livsmedelsföretag. Bönor, ärter och linser samt mjölkfria mejeriprodukter gjorda på havre och soja är exempel på produkter från företaget. Gogreen är en del av Lantmännen Cerealia. Gogreen finns i Sverige, Finland och Norge.

## Företagshistoria
Gogreen lanserades i Sverige på hösten 2004 och har därefter expanderat kraftigt. Gogreen som eget aktiebolag skapades 2005 då den finska livsmedelskoncernen Raisio köpte 50 procent av aktierna av svenskägda Cerealia, nuvarande Lantmännen. Bolagen ägde Gogreen gemensamt under ett par år, men sedan januari 2008 äger Lantmännen återigen 100 procent av företaget. Sedan 2009 är Gogreen inte längre ett eget bolag utan är numera en del av Lantmännen Cerealia.

## Produkter

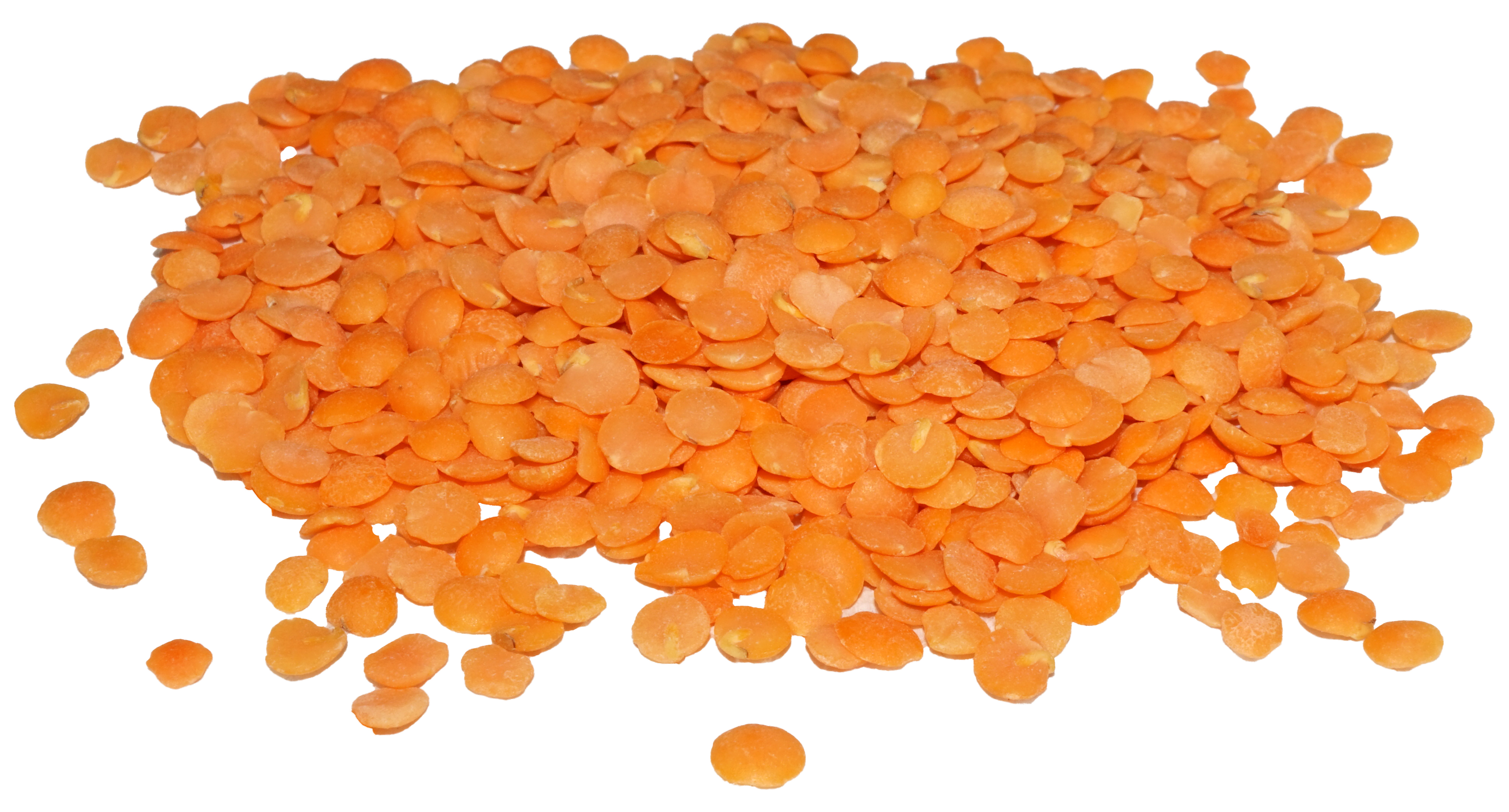
Röda linser från Gogreen.

Gogreens produkter kommer från många olika delar av världen. Dessa samlas sedan upp i Linköping för att distribueras vidare till nordiska livsmedelsbutiker. Produkterna importeras i stor utsträckning då de kräver ett annat klimat än i Norden. Dock hämtas så mycket som möjligt från Sverige, bland annat kommer all havre till de flytande havreprodukterna samt linfrö, bruna bönor och gula ärtor från svenska gårdar.
Produkterna delas upp i tre kategorier: torra varor, ready to serve och mjölkfritt mejeri. Under torra varor finns produkter som bönor och linser, solroskärnor, pumpakärnor och linfrö m.m. Ready to serve-produkterna är klara att äta och det finns färdigkokta bönor, ärter och linser samt salsor med olika smaksättningar. I det mjölkfria sortimentet ingår bland annat soja- och havrebaserade substitut till mjölk och grädde. Många av produkterna är nyckelhålsmärkta och ett fåtal har miljömärkningen KRAV.